# (200174) 1999 JV12
(200174) 1999 JV12 es un asteroide perteneciente al cinturón de asteroides, descubierto el 14 de mayo de 1999 por el equipo del Catalina Sky Survey desde el Catalina Sky Survey, Arizona, Estados Unidos.

## Designación y nombre
Designado provisionalmente como 1999 JV12.

## Características orbitales
1999 JV12 está situado a una distancia media del Sol de 2,371 ua, pudiendo alejarse hasta 2,609 ua y acercarse hasta 2,134 ua. Su excentricidad es 0,100 y la inclinación orbital 7,994 grados. Emplea 1334,16 días en completar una órbita alrededor del Sol.

## Características físicas
La magnitud absoluta de 1999 JV12 es 16,1. Tiene 2,560 km de diámetro y su albedo se estima en 0,098.